# Euptoieta infuscata
Euptoieta infuscata är en fjärilsart som beskrevs av Hayward 1940. Euptoieta infuscata ingår i släktet Euptoieta och familjen praktfjärilar. Inga underarter finns listade i Catalogue of Life.